# Canton de Saint-Félicien
Pour les articles homonymes, voir Saint-Félicien.
Le canton de Saint-Félicien est une ancienne division administrative française située dans le département de l'Ardèche et la région Rhône-Alpes.

## Géographie
Ce canton était organisé autour de Saint-Félicien dans l'arrondissement de Tournon-sur-Rhône. Son altitude variait de 210 mètres (Colombier-le-Vieux) à 1 184 mètres (Pailharès) pour une altitude cantonale moyenne de 573 mètres.

## Représentation

### Conseillers généraux de 1833 à 2015
| Période      | Période              | Identité                                                      | Étiquette              | Qualité |
| ------------ | -------------------- | ------------------------------------------------------------- | ---------------------- | --- |
| 1833         | 1841 (décès)         | Jean Foriel-Lacondamine                                       |                        | Médecin, maire de Bozas |
| 1841         | 1852                 | Joseph de Vitrolles                                           |                        | Ancien officier de marine, propriétaire à Tournon et à Saint-Victor                                                                      |
| 1852         | 1871                 | Marquis Félix Imbaud de La Rivoire de La Tourrette            | Majorité dynastique    | Propriétaire, Député (1846-1848, 1850-1851 et 1864-1870) Maire de Tournon                                                                |
| 1871         | 1876 (décès)         | Guillaume d'Arnauld de Vitrolles                              | Républicain            | Propriétaire à Saint-Victor |
| 1876         | 1883                 | Comte Théodore de Vitrolles                                   | Républicain            | Propriétaire à Saint-Victor |
| 1883         | 1887 (démission)     | Lucien Bouvet                                                 | Républicain            | Notaire à Arlebosc, conseiller d'arrondissement                                                                                          |
| 1887         | 1916 (décès)         | Marquis Emmanuel de la Rivoire de la Tourette (Fils de Félix) | Droite bonapartiste    | Ancien officier au 8e Régiment de Hussards Propriétaire à Tournon                                                                        |
| 1916         | 1919                 | siège vacant                                                  |                        | |
| 1919         | 1940                 | Xavier Vallat                                                 | FR (Action française)  | Avocat - Maire de Pailharès, Député (1919-1924 et 1928-1940) Nommé conseiller départemental en 1942                                      |
|              |                      |                                                               |                        | |
| 1945         | janvier 1950 (décès) | Gérard Joly de Sailly (1913-1950)                             | MRP                    | Propriétaire à Saint-Victor |
| 26 mars 1950 | 1961                 | Gilbert Bouvet                                                | PPUS puis DVD          | Notaire à Saint-Félicien |
| 1961         | 1967                 | Paul Perrève                                                  | DVD                    | docteur en médecine à Saint-Félicien |
| 1967         | 1973                 | Just Foriel-Destezet                                          | DVD                    | Propriétaire, maire de Bozas de 1953 à 1977                                                                                              |
| 1973         | 1998                 | Jean-Pierre Frachisse                                         | RI puis UDF            | Chef comptable Maire de Pailharès de 1971 à 1989 Maire de Tournon-sur-Rhône de 1989 à 2001, député suppléant de Régis Perbet (1980-1986) |
| 1998         | 2004                 | Pierre Jouvencel                                              | PS                     | Inspecteur du Trésor, Conseiller régional Conseiller municipal de Saint-Félicien                                                         |
| 2004         | 2015                 | Jean-Paul Chauvin                                             | UMP (PR) puis UDI (PR) | Contrôleur principal des Impôts Maire de Saint-Félicien depuis 2001                                                                      |

### Conseillers d'arrondissement (de 1833 à 1940)
| Période                                  | Période          | Identité                                  | Étiquette   | Qualité |
| ---------------------------------------- | ---------------- | ----------------------------------------- | ----------- | --- |
| 1833                                     |                  | Jean Louis Henri Defrance (1800-1889)     |             | Juge de paix à Saint-Félicien                                                                               |
|                                          |                  |                                           |             | |
| 1880                                     |                  | Just-Marie Foriel-Destezet (1845-1896)    | Droite      | Propriétaire, maire de Bozas                                                                                |
|                                          |                  |                                           |             | |
|                                          | 1883 (démission) | Lucien Bouvet                             | Républicain | Notaire à Arlebosc                                                                                          |
|                                          |                  |                                           |             | |
| 1910                                     | 1919             | M. Courtial                               | Libéral     | |
| 1919                                     | 1928             | Firmin Banchet (1887-1945)                | Droite      | Agriculteur à Arlebosc                                                                                      |
| 1928                                     | 1940             | Paul-Just-Léo Foriel-Destezet (1869-1945) | Droite      | Colonel en retraite, maire de Bozas, candidat catholique de défense agricole et paysanne                    |
| 1940                                     |                  |                                           |             | Les conseils d'arrondissement ont été suspendus par la loi du 12 octobre 1940 et n'ont jamais été réactivés |
| Les données manquantes sont à compléter. |                  |                                           |             | |

## Composition

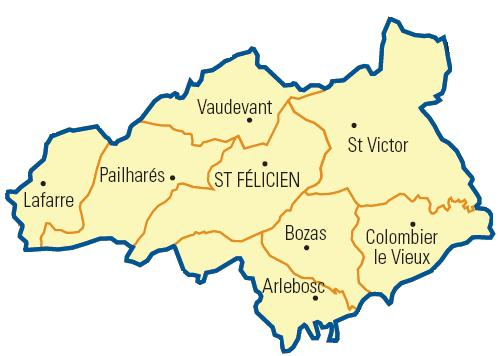
Carte du canton

Le canton de Saint-Félicien regroupait huit communes. 
| Nom                        | Code Insee | Intercommunalité       | Superficie (km2) | Population (dernière pop. légale) | Densité (hab./km2) |
| -------------------------- | ---------- | ---------------------- | ---------------- | --------------------------------- | ------------------ |
| Saint-Félicien (chef-lieu) | 07236      | CA Arche Agglo         | 21,44            | 1 172 (2014)                      | 55                 |
| Arlebosc                   | 07014      | CA Arche Agglo         | 12,35            | 328 (2014)                        | 27                 |
| Bozas                      | 07039      | CA Arche Agglo         | 12,50            | 245 (2014)                        | 20                 |
| Colombier-le-Vieux         | 07069      | CA Arche Agglo         | 15,49            | 662 (2014)                        | 43                 |
| Lafarre                    | 07124      | CC du Pays de Lamastre | 11,33            | 37 (2014)                         | 3,3                |
| Pailharès                  | 07170      | CA Arche Agglo         | 19,69            | 265 (2014)                        | 13                 |
| Saint-Victor               | 07301      | CA Arche Agglo         | 31,88            | 947 (2014)                        | 30                 |
| Vaudevant                  | 07335      | CA Arche Agglo         | 12,46            | 198 (2014)                        | 16                 |

## Démographie
| 1962  | 1968  | 1975  | 1982  | 1990  | 1999  | 2006  | 2011  | 2012  |
| ----- | ----- | ----- | ----- | ----- | ----- | ----- | ----- | ----- |
| 5 129 | 4 525 | 3 838 | 3 760 | 3 733 | 3 669 | 3 870 | 3 873 | 3 864 |